# Plusiopalpa crassipalpus
Plusiopalpa crassipalpus är en fjärilsart som beskrevs av George Francis Hampson 1894. Plusiopalpa crassipalpus ingår i släktet Plusiopalpa och familjen nattflyn. Inga underarter finns listade i Catalogue of Life.